# Sevak Chanagian
Sevak Chanagian (Armeens: Սևակ Խանաղյան) (Metsavan, 28 juli 1987) is een Armeense zanger.

## Biografie
Chanagian werd geboren in Metsavan, in het noorden van Armenië aan de grens met Georgië. Op jonge leeftijd verhuisde hij met zijn familie naar het Russische Koersk. In 2014 nam hij deel aan de Russische talentenjacht Glavnaja Stsena, waarin hij wist door te dringen tot de kwartfinale. Een jaar later nam hij deel aan The Voice of Russia. Hier strandde hij in de battles. Nog een jaar later waagde hij zijn kans in The Voice of Ukraine. Deze talentenjacht wist hij te winnen. Na deze overwinning keerde hij terug naar zijn geboorteland, waarin hij een coach werd in The Voice of Armenia. Begin 2018 nam hij deel aan Depi Evratesil, de Armeense preselectie voor het Eurovisiesongfestival. Met het nummer Qami won hij de finale, waardoor hij zijn vaderland mocht vertegenwoordigen op het Eurovisiesongfestival 2018 in de Portugese hoofdstad Lissabon. Chanagian kon daarmee echter uiteindelijk geen ticket voor de finale binnenhalen.
2006: André · 
2007: Hayko · 
2008: Sirusho · 
2009: Inga & Anush · 
2010: Eva Rivas · 
2011: Emmy · 
2013: Dorians · 
2014: Aram MP3 ·
2015: Genealogy ·
2016: Iveta Mukuchian ·
2017: Artsvik ·
2018: Sevak Chanagian · 
2019: Srbuk · 
2022: Rosa Linn · 
2023: Brunette · 
2024: Ladaniva · 
2025: Parg